# Fritz Haber
Pour les articles homonymes, voir Fritz Haber (bande dessinée) et Haber.
Fritz Haber, né le 9 décembre 1868 à Breslau, Royaume de Prusse et mort le 29 janvier 1934 à Bâle, Suisse, est un chimiste allemand qui reçoit le prix Nobel de chimie en 1918 pour ses travaux sur la synthèse de l'ammoniac, importante pour la fabrication d'engrais et d'explosifs. Il est également considéré comme le « père de l'arme chimique » pour ses travaux sur le dichlore et d'autres gaz toxiques largement utilisés pendant la Première Guerre mondiale. D'origine juive, il est contraint à l'exil en 1933, en route depuis Londres pour la Palestine, il meurt à Bâle en Suisse durant son voyage.

## Biographie

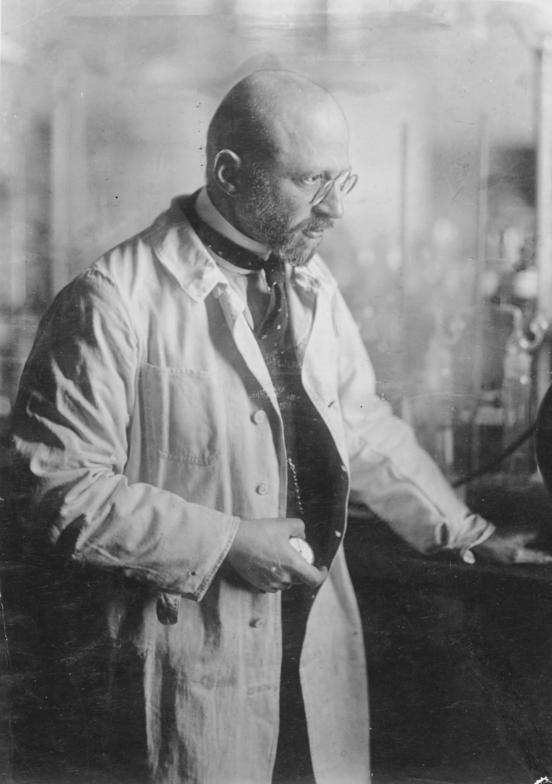
Fritz Haber en 1905

Fritz Haber est issu de la petite bourgeoisie juive allemande. Son père, qui faisait le commerce de peintures et produits chimiques et avait perdu sa femme trois semaines après la naissance de Fritz, le tint pour « responsable » de cette mort, ce qui entraîna ultérieurement des tensions entre le père et le fils. Il poursuit ses études secondaires au lycée Sainte-Élisabeth de Breslau.
Avant de commencer sa carrière universitaire, Fritz Haber fait une formation commerciale et travaille dans l'entreprise de son père ainsi qu'à l'École polytechnique fédérale de Zurich avec Georg Lunge (de).
De 1886 à 1891, il étudie à l'université de Heidelberg sous la direction de Robert Bunsen, puis à l'université Frédéric-Guillaume de Berlin dans le groupe de A. W. Hoffmann, et enfin à l'École technique de Charlottenburg avec Carl Liebermann.
En 1893, il abjure le judaïsme pour devenir luthérien (protestant).
Il se marie au tournant du siècle avec Clara Immerwahr, tout comme lui juive, allemande et brillante chimiste. De leur union naît un garçon, Hermann, en 1902, après une grossesse difficile. Clara abandonne ses travaux à l'université pour s'occuper de l'enfant, tandis que son mari part pour une mission de plusieurs mois aux États-Unis.
Après le suicide de Clara en 1915, Fritz Haber se remarie le 25 octobre 1917 avec Charlotte Nathan. Ils auront une fille, Eva Charlotte, et un fils, Ludwig Fritz (1921-2004). Fritz et Charlotte divorceront en 1927.
Fritz Haber est parfois crédité, à tort, d'avoir été le premier chimiste à synthétiser le MDMA. Aucun des travaux de Haber ne laisse apparaître en effet qu'il se soit intéressé à cette drogue synthétisée par Anton Köllisch qui travaillait alors pour la société Merk. Celle-ci prit un brevet pour cette méthode de synthèse en 1914.

## Synthèse de l'ammoniac

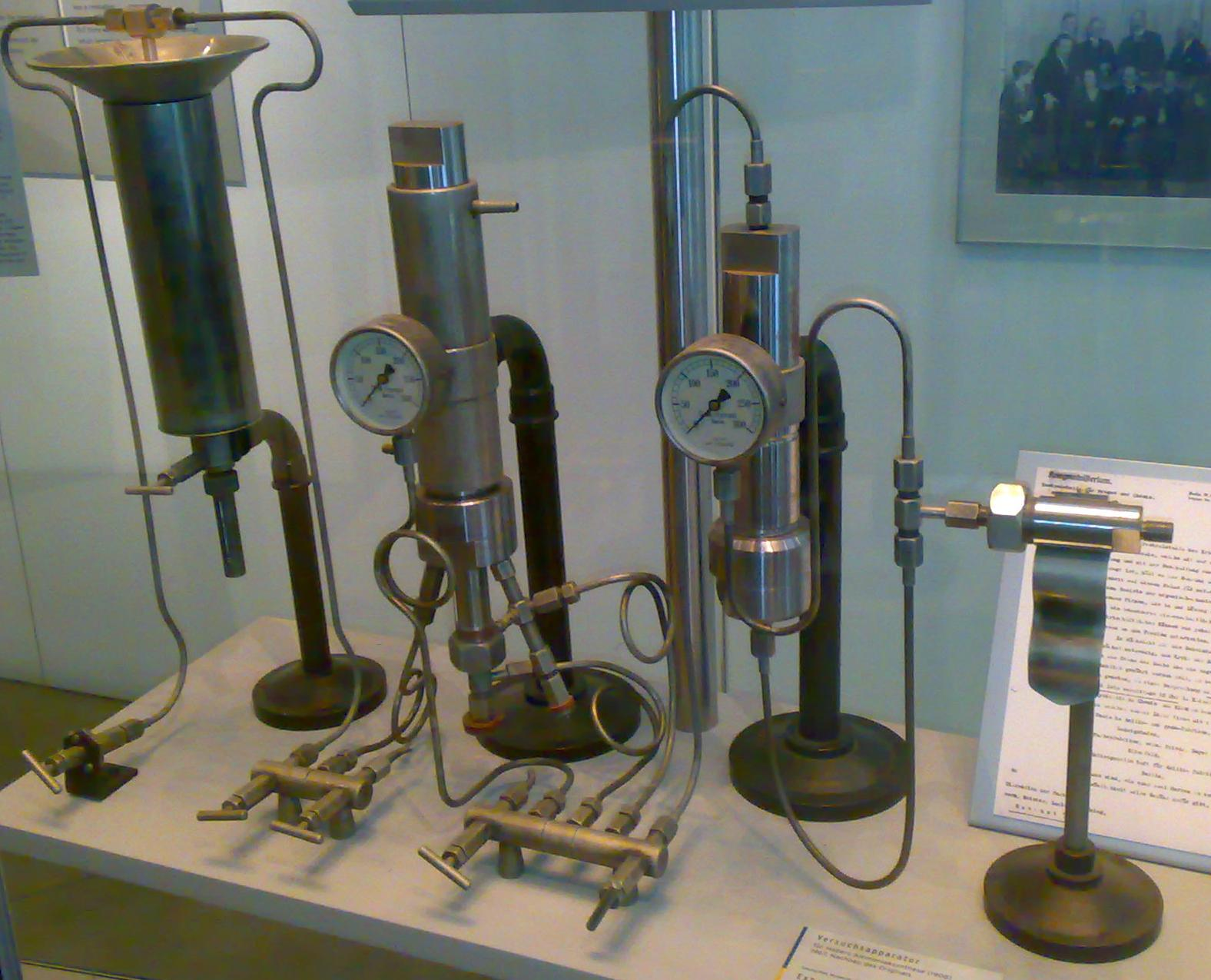
Photo de l'appareil de laboratoire utilisé par Haber pour synthétiser l'ammoniac en 1909. (Photo prise en juillet 2009 au Musée juif de Berlin).

Durant la période de 1894 à 1911 à Karlsruhe, il développe un procédé de synthèse catalytique de l'ammoniac à partir d'hydrogène et d'azote dans des conditions de haute température et haute pression, que BASF adoptera en 1909 sous l'impulsion de Carl Bosch (d'où son nom officiel de « procédé Haber-Bosch »). Il devient riche et influent. En 1914, il est l'un des signataires du Manifeste des 93 : ce document, publié en Allemagne dans La Revue Scientifique le 4 octobre 1914 en réaction au repli allemand lors de la bataille de la Marne, soutenait la politique guerrière du Reich et de son Kaiser. Il obtient la médaille Liebig en 1914.

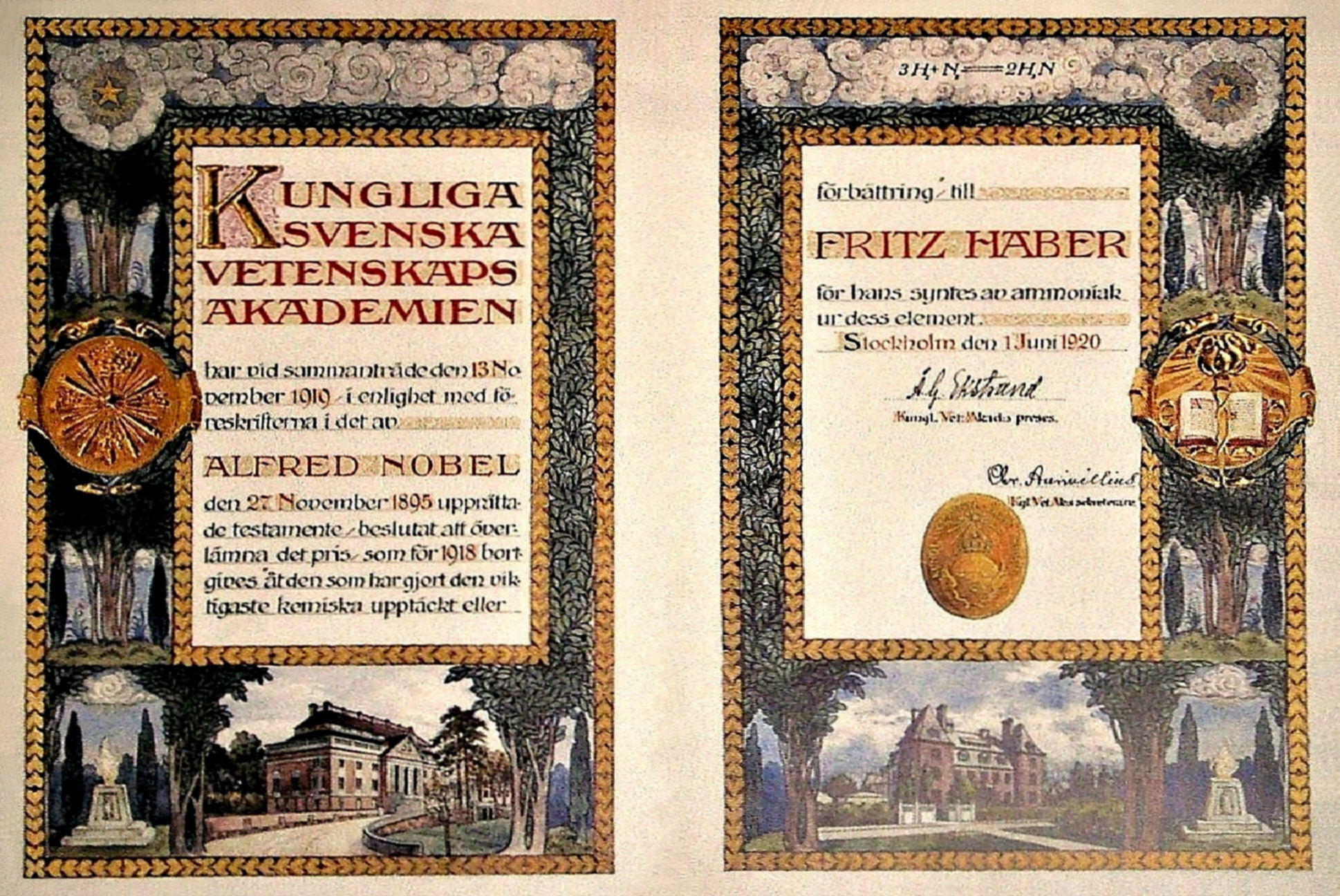
Diplôme accompagnant le prix Nobel de chimie de 1918 remis à Fritz Haber. Photographie prise au Musée d'histoire naturelle de l'Université de Wrocław.

Il a reçu le prix Nobel de chimie de 1918 « pour la synthèse de l'ammoniac à partir de ses éléments ». Le procédé Haber a été une étape importante dans la chimie industrielle, car il a séparé la production de produits azotés, comme les engrais, les explosifs et les matières premières chimiques, des ressources naturelles terrestres, en particulier du nitrate de sodium, dont le Chili était l'un des principaux (et presque unique) producteur dans les années 1920. La synthèse de l'ammoniac ouvrit la voie à la production massive et industrielle d'engrais pour l'agriculture.
Les prix Nobel des années de guerre (1914 à 1919) furent décernés en juin 1920. Les Français, les Britanniques et les Américains boycottèrent la cérémonie en raison des activités d'Haber pendant les hostilités.

## Travaux militaires et premier mariage

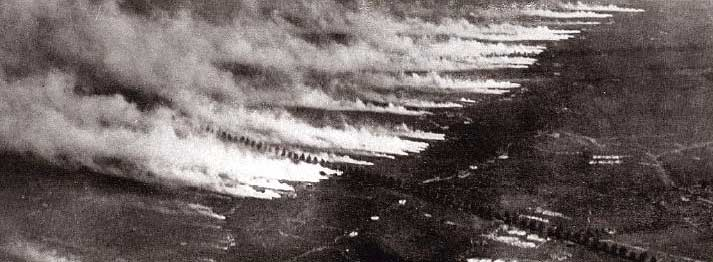
Attaque aux gaz toxiques (probablement du chlore gazeux) pendant la Première Guerre mondiale. Les gaz se répandent depuis des cylindres dont une extrémité est ouverte lorsque le vent souffle dans une direction donnée. Photographie prise depuis un avion.

Pendant la Première Guerre mondiale, il travaille activement à la mise au point d'armes chimiques et l'emploi du chlore comme gaz de combat (« vagues dérivantes ») reçoit l'accord de l'état-major allemand. La première offensive allemande au chlore, sous sa supervision, lors de la deuxième bataille d'Ypres, est réussie mais ne parvient pas à obtenir la percée décisive pour des raisons essentiellement stratégiques. L'état-major allemand n'avait pas prévu une telle efficacité, même si les positions françaises étaient décimées, les troupes allemandes n'étaient pas prêtes à se déplacer.
La première épouse de Fritz Haber, Clara Immerwahr, également chimiste de formation, réprouve ce dévoiement de la science et se donne la mort quelques jours après cette première attaque.
Haber avait connu Clara à l’âge de dix-huit ans (elle en avait alors quinze) et il avait voulu la demander en mariage. Mais leurs parents respectifs s’étaient opposés au projet, jugeant Haber trop jeune. Les deux jeunes gens avaient pu se fiancer quand Haber s’était mis à travailler pour le compte de son père, mais les fiançailles avaient été rompues à la suite de la malheureuse affaire du chlorure de chaux. Sous l’influence de Haber, Clara s’était entre-temps mise à étudier la chimie et elle avait été la première femme à recevoir un doctorat de l’université de Breslau. À Fribourg, Fritz et Clara renouent leur ancienne idylle et se marient trois mois plus tard, au cours de l’été 1901.
Cette surenchère dans la barbarie surpasse ce que l'épouse de Fritz Haber peut supporter. Dès le début, Clara Haber fait l’impossible pour dissuader son mari d’entreprendre des recherches qu’elle juge criminelles et contraires à l’éthique scientifique la plus élémentaire et tente en vain de faire comprendre à celui-ci à quel point son travail sur les gaz toxiques corrompt et pervertit l’essence même de la chimie. Elle fait cela au nom des principes humanitaires et, finalement, elle exige qu’il abandonne immédiatement ses recherches.
Mais au nom des intérêts supérieurs de son pays, Haber refuse de l’écouter. Un savant, lui répond-il, appartient au monde en temps de paix et à son pays en temps de guerre. Les gaz peuvent permettre à l’Allemagne de gagner la guerre et lui-même lutte pour une Allemagne triomphante, pilier de justice et d’ordre, soutien de la culture et de la science.
L’obstination de son mari révoltera Clara. « Elle aurait pu décider la séparation ou le divorce, note Morris Goran. Elle aurait alors tenté d’être à nouveau reconnue en tant que Clara Immerwahr, savante et militante humanitaire. Elle aurait aussi pu effacer la tache que le nom de Haber associé aux gaz empoisonnés, lui avait infligée. Mais elle ne réfléchissait pas de manière logique et elle agit dans le feu de la dispute. » Désespérée par l’attitude de son mari, Clara se suicide d’un coup de revolver, un soir du printemps 1915, alors que Haber dirige une attaque aux gaz sur le front Est. En fait, il semblerait que la situation sentimentale du couple ait joué un rôle non négligeable dans son suicide (Fritz Haber entretenait une liaison avec sa secrétaire Charlotte Nathan, ce qui a beaucoup affecté Clara Immerwahr ).
Ce conflit inspira à  Claude Cohen, médecin anesthésiste devenu à cette occasion auteur de théâtre sa pièce  Le nuage vert , représentée au Festival off d'Avignon en 2013, sous le titre Qui êtes-vous, Fritz Haber ?, pièce qui rend compte de la confrontation  des époux.

## Dernières applications industrielles et exil

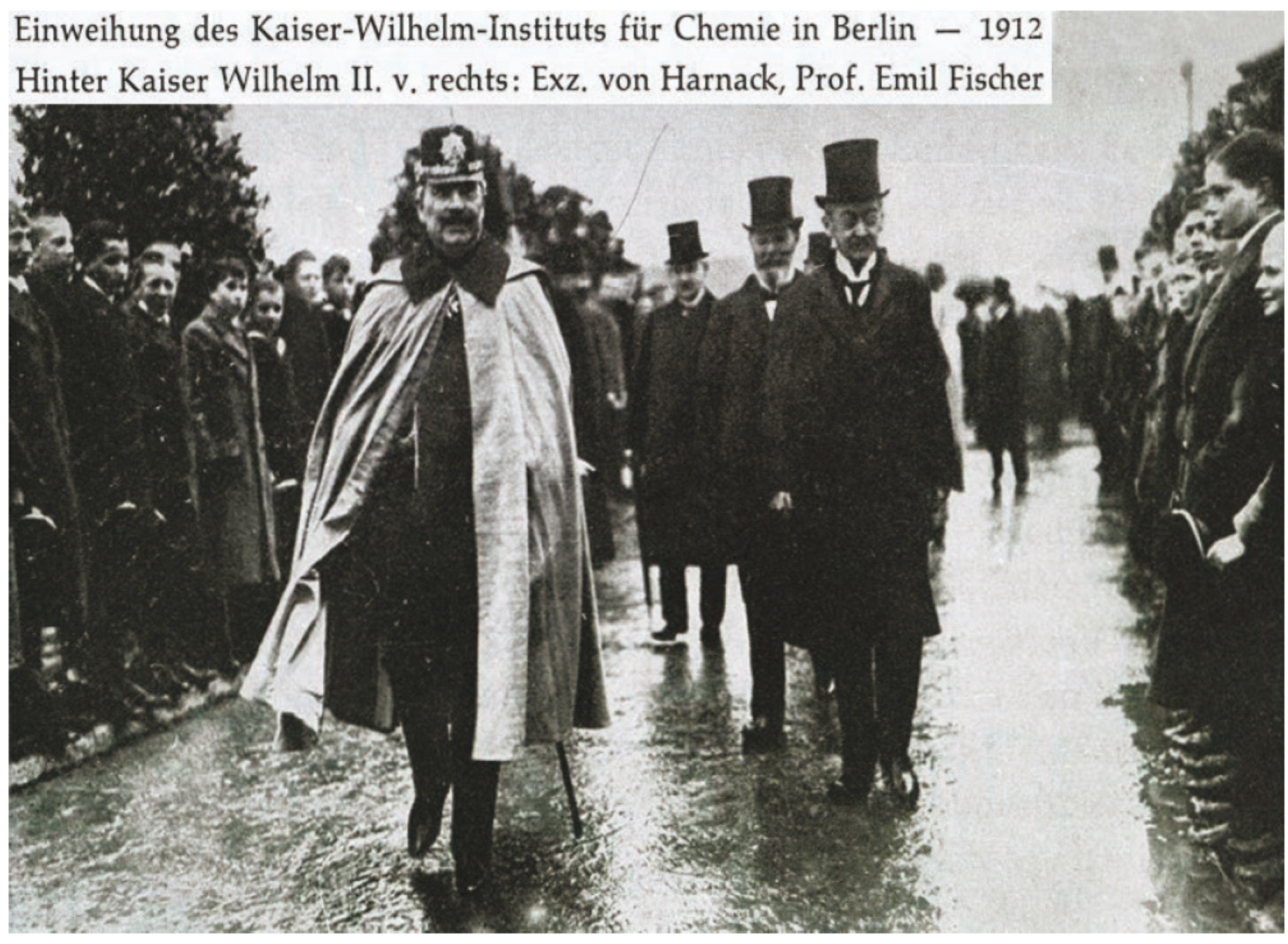
Le kaiser Guillaume II (en avant) visite l'Institut Kaiser-Wilhelm de chimie (KWI) en présence de notables, dont le chimiste Fritz Haber (en arrière du trio), directeur du département de physique, chimie et électrochimie, le chimiste Emil Fischer (au milieu du trio), président du comité de gestion du KWI et le théologien Adolf von Harnack (en avant du trio), président de la société Kaiser Wilhelm (KWG).

Membre du conseil de surveillance du groupe militaro-industriel IG Farben dès sa création en 1925, Haber fut aussi actif dans les recherches sur les réactions de combustion, sur la séparation de l'or de l’eau de mer, sur le mécanisme d’adsorption et l’électrochimie.
En 1925, à bord du Meteor, il conçoit l'idée de chercher de l'or dans l'océan pour payer les dettes de la Première Guerre mondiale. Des études dans le laboratoire spéciale du Meteor, il ressort que la quantité d'or est minime et inférieure à ce qui jusqu'alors était cru.
La plus grande partie de son travail eut lieu de 1911 à 1933 à l’Institut de physique et d’électrochimie de Berlin-Dahlem. Il s’intéressa également aux pesticides et ses recherches permirent à Leonid Andrussow de mettre au point le procédé Andrussow servant à fabriquer industriellement le Zyklon B, produit initialement conçu comme insecticide pour désinfecter les cales de bateau et qui sera employé par les nazis, des années plus tard, dans les chambres à gaz des camps d'extermination.
En 1932, il est lauréat de la Médaille Rumford.
Peu après son arrivée au pouvoir le 30 janvier 1933, Adolf Hitler fait écarter les juifs de la fonction publique allemande. À cette époque, les scientifiques et les universitaires sont presque tous des fonctionnaires. Même si Hitler sait que Fritz Haber est un savant de premier plan qui adhère aux valeurs allemandes et qui par ses travaux a permis à l’Allemagne de prolonger la Première Guerre mondiale d'une année, il refuse de le laisser continuer à occuper le poste de directeur du Kaiser-Wilhelm Institut de physico-chimie à Berlin. Max Planck tente de faire fléchir le Führer lors d'une rencontre en tête-à-tête, mais ce dernier réplique : « Si la science ne peut se passer des Juifs, nous nous passerons de la science l'espace de quelques années ».
Il se rend en Angleterre auprès de Chaïm Weizmann qui lui propose un poste de scientifique à l’Institut Daniel-Sieff (Institut Weizmann), en Palestine mandataire britannique. Haber accepte le poste, mais il meurt d’une crise cardiaque au cours de son voyage dans l'hôtel Euler à Bâle le 29 janvier 1934,. « Il ne verra jamais l’utilisation faite par les nazis de son produit destiné à désinsectiser les cales de bateaux et qui s’appelait le Zyklon B ».

## Postérité et hommages
La constante de Haber désigne  la dose minimale de gaz fatale à l'homme. La « constante de Haber » s’applique selon la formule {\displaystyle P=C/T}, où C est la constante, P le poids de gaz en milligrammes par mètre cube et T le temps d’exposition en minutes. On peut, grâce à elle, calculer la dose mortelle d’un gaz en fonction du temps d’exposition.
Un institut berlinois porte toujours son nom (Fritz-Haber-Institut der Max-Planck-Gesellschaft) ainsi qu'un autre à Karlsruhe et le centre de recherches en dynamique moléculaire de l'Université hébraïque de Jérusalem, le Fritz Haber Center for Molecular Dynamics Research.
Le groupe de power métal suédois Sabaton parle de ses travaux dans leur musique Father.

## Publications
- Grundriss der technischen Elektrochemie auf theoretischer Grundlage. R. Oldenburg, München 1898.
- Thermodynamik technischer Gasreaktionen. R. Oldenburg, München 1905.
- mit E. Ramm, N. Caro: Aus Luft durch Kohle zum Stickstoffdünger, zu Brot und reichlicher Nahrung. R. Oldenburg, München 1920.
- Fünf Vorträge aus den Jahren 1920–1923. J. Springer, Berlin 1924. Nouvelle édition sous le titre:  Die Chemie im Kriege – Fünf Vorträge (1920–1923) über Giftgas, Sprengstoff und Kunstdünger im Ersten Weltkrieg. Comino, Berlin 2020,  (ISBN 978-3-945831-26-7).
- Aus Leben und Beruf. Aufsätze, Reden, Vorträge. J. Springer, Berlin 1927.